# 莎塔里
莎塔里（希臘語：Tsantali），成立於東色雷斯（現於土耳其國境之內），是希臘一家葡萄酒生產商，年產量超過3,500萬公升。西遷到馬其頓之前，以釀製而乌佐酒及渣釀白蘭地最為人熟悉。

## 外部連結
- Tsantali Website （页面存档备份，存于）
- 莎塔里（亞洲） （页面存档备份，存于）